# Рыбин, Фёдор Викторович
Фёдор Викторович Рыбин (1896—1939) — корпусной комиссар Рабоче-крестьянской Красной Армии, начальник Главного санитарного управления РККА в 1937—1939 годах.

## Биография
Фёдор Викторович Рыбин родился 23 февраля 1896 года. В Красной Гвардии с 1917 года. В РККА с 1918 года лекпомор артиллерийской части. Член ВКП (б) с 1920 года. Активный участник гражданской войны. Сражался на Восточном, Южном, Польских фронтах. В 1931-1934 годы начальник санитарной службы ОКДВА. В 1934 году поступил в ВМА им. С.М. Кирова. В 1937 году назначен начальником Санитарного управления РККА.
После ареста начальника Главного санитарного управления Рабоче-Крестьянской Красной Армии Михаила Ивановича Баранова Рыбин был назначен на его должность, ещё будучи слушателем пятого курса Военно-медицинской академии в Ленинграде. За время его работы в качестве руководителя военного здравоохранения СССР была значительно расширена сеть образовательных учреждений военно-медицинской направленности. Среди таких созданных учреждений — военно-морской медицинский факультет (впоследствии — Военно-морская медицинская академия), Куйбышевская военно-медицинская академия, ряд военно-медицинских училищ и факультетов.
Корпусной комиссар Фёдор Викторович Рыбин скоропостижно скончался 14 марта 1939 года, похоронен в колумбарии Новодевичьего кладбища Москвы.